# Pijnackeria
Pijnackeria é um género de bicho-pau pertencentes à família Diapheromeridae.
As espécies deste género podem ser encontradas no sul da Europa.
Espécies:
- Pijnackeria barbarae Scali, Milani & Passamonti, 2013
- Pijnackeria hispanica (Bolívar, 1878)
- Pijnackeria lelongi Scali, Milani & Passamonti, 2013
- Pijnackeria lucianae Scali, Milani & Passamonti, 2013
- Pijnackeria masettii Scali, Milani & Passamonti, 2013
- Pijnackeria originis Scali, Milani & Passamonti, 2013
- Pijnackeria recondita Valero & Ortiz, 2015